# CS 맥케이-베넷호

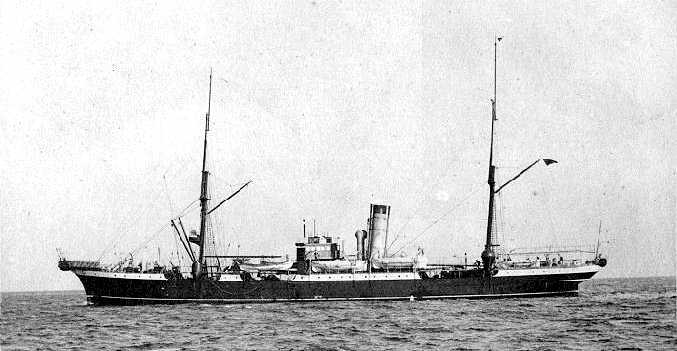
1900년의 CS 맥케이-베넷호

CS 맥케이-베넷호(영어: CS Mackay-Bennett)는 런던 로이드에 글래스고 선박으로 등록돼 있지만 아메리칸 커머셜 케이블 컴퍼니(American Commercial Cable Company)가 소유한 대서양 횡단 케이블 레이어링 및 케이블 수리 선박이다. 타이타닉호 침몰 사고 이후 시신 대부분을 수습한 선박으로 주목받고 있다.